# Studená (okres Rimavská Sobota)
Studená (maďarsky Medveshidegkút) je obec na Slovensku, v okrese Rimavská Sobota v Banskobystrickém kraji.
Žije zde 273 obyvatel. V roce 2001 se 84 % obyvatel hlásilo k maďarské národnosti.. Území obce sousedí s Maďarskem.

## Historie
Studená vznikla v polovině 13. století. První písemná zmínka o obci pochází z roku 1304. Mezi lety 1938 a 1944 obec byla, na základě první vídeňské arbitráže, součástí Maďarského království. 